# Estadio Brigadier General Estanislao López
Estadio Brigadier General Estanislao López, även känt som El Cementerio de Los Elefantes (Elefantkyrkogården) är en fotbollsarena i Santa Fe, Argentina med en totalkapacitet på 33 548 åskådare. Arenan invigdes den 9 juli, 1946.
Smeknamnet Elefantkyrkogården syftar på hemmalaget Club Atlético Colóns vinster i arenan mot de större argentinska lagen.